# Rappenseekopf
Der Rappenseekopf ist ein 2469 m ü. NHN hoher Berg in den Allgäuer Alpen. 

## Lage und Umgebung
Er liegt südlich vom Rappensee und östlich des Hochrappenkopfes, mit dem er durch den breiten Doppelsattel der Hochrappenscharte verbunden ist.

## Besteigung
Über den Rappenseekopf führt ein markierter Weg. Er kann leicht vom Weg von der Rappenseehütte zum Biberkopf bzw. von der Scharte zwischen Hochgundspitze und Rappenseekopf bestiegen werden.